# Kafigturm
La Kafigturm es una torre medieval en Berna, Suiza. Es parte del Patrimonio de la Humanidad por la UNESCO, Patrimonio de la Humanidad, de la Ciudad Vieja de Berna y la torre es un Patrimonio Cultural de Importancia Nacional. La torre original se construyó como puerta de entrada durante la segunda expansión de Berna en 1256. La torre fue demolida en 1640 y completamente reconstruida inmediatamente después.

## Historia

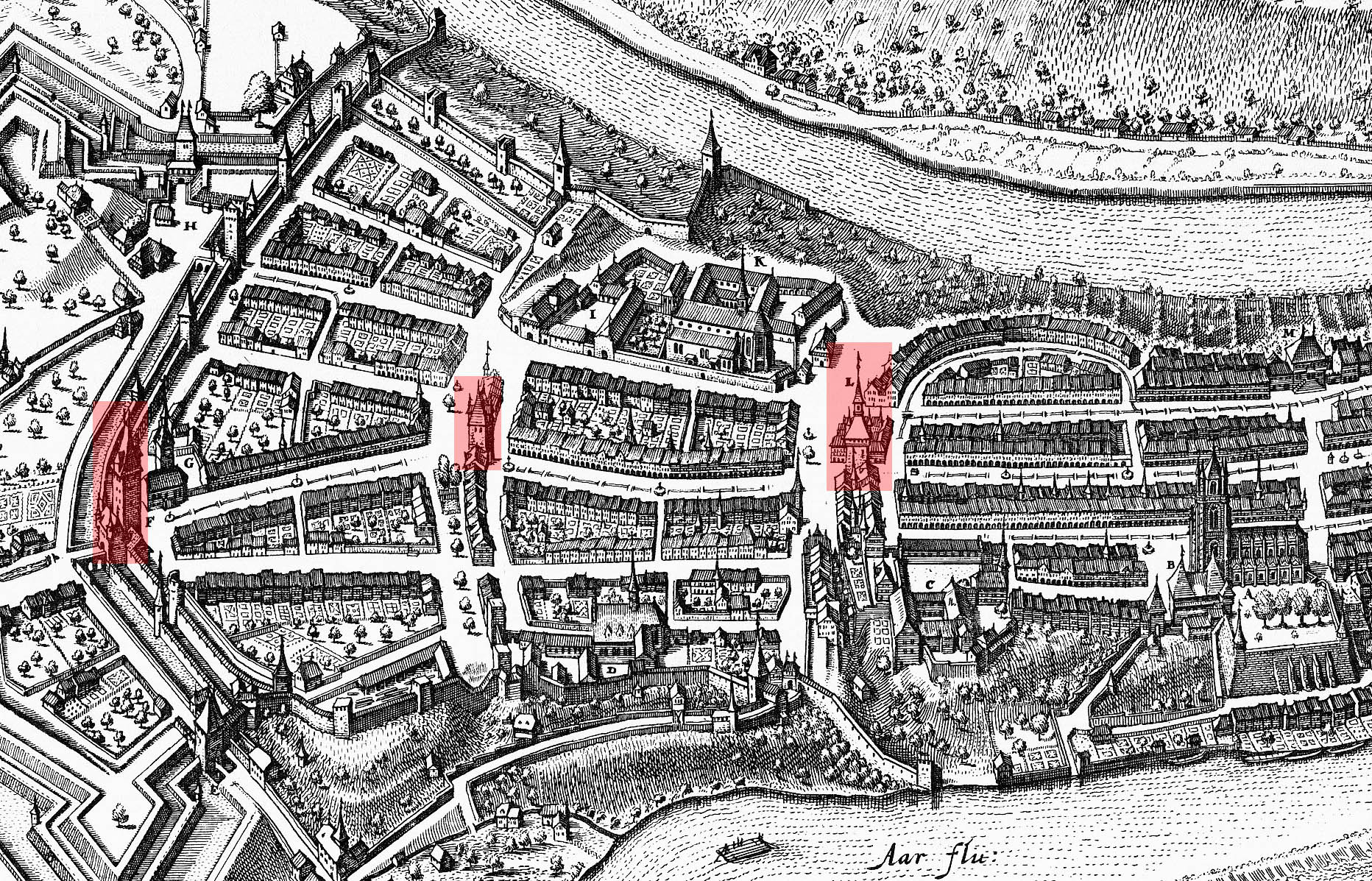
Mapa de las tres torres de la guardia medieval de Berna, de izquierda a derecha: Christoffelturm (ahora destruida), Kafigturm, Zytglogge

La primera torre, que se encontraba en el sitio de la actual Kafigturm, fue construida en 1256 durante la segunda expansión de Berna. Durante los casi setenta años transcurridos desde la construcción de la torre Zytglogge y las primeras murallas de la ciudad, Berna se había expandido hacia el oeste a lo largo de la península de Aare. En 1255, la construcción comenzó con un segundo conjunto de muros, que requirió una nueva casa de entrada. La nueva torre era muy similar a la Zytglogge original. Fue construida como una plaza hueca y la mayor parte de la parte trasera de la torre estaba abierta a la ciudad. Tenía una pequeña plataforma plana en la parte superior y una puerta que daba al puente sobre el foso.
Tras la tercera expansión de la ciudad en 1345, la torre se convirtió en una segunda línea de defensa. En 1405, un incendio destruyó la mayor parte de la ciudad de Berna. Después del incendio, la prisión de la ciudad fue trasladada desde la torre Zytglogge hacia el oeste hasta Kafigturm, que en ese entonces se conocía como nüwe kefyen. El nombre se acortó rápidamente a kebie, de donde proviene el nombre Käfigturm (literalmente jaula o torre de la cárcel). Después de que la torre de la armería se convirtiera en una prisión para mujeres, la Kafigturm era conocida como Mannenkefi. Para 1433, la torre también servía como torre de vigilancia y de señales, además de prisión. Para 1470, se había modificado con hornacinas en el lado de la ciudad y almenas alrededor de la plataforma superior. En algún momento entre 1470 y 1549, se agregó un techo a cuatro aguas a la parte superior de la torre. Según un dibujo de Gregorius Sickinger, la torre original se encontraba a unos 3.8 metros al este de su ubicación actual.
El 19 de mayo de 1638, el consejo de la ciudad nombró una comisión para reemplazar la torre Mannerkefi que estaba en mal estado. La antigua torre fue demolida en 1640 y el 29 de mayo de 1641, el ayuntamiento aprobó planes para construir una nueva torre que quedaría ligeramente al oeste de la antigua torre. En abril de 1642, uno de los principales constructores, Joseph Plepp, murió. El otro constructor principal, Antoni Graber, tomó el control total del proyecto. El 20 de enero de 1643, el trabajo exterior estaba completo y Graber entregó el proyecto al maestro carpintero Hans Stähli para que terminara el techo y la carpintería interior. En la primavera de 1644, la mayor parte del trabajo interior estaba terminado.
Durante la fase de planificación, la comisión determinó que la nueva Käfigturm no sería lo suficientemente grande como para cerrar las varias prisiones que existían alrededor de Berna y trasladarlas a todos los presos a la nueva torre. En febrero de 1641, el ayuntamiento adquirió la casa de la viuda recientemente fallecida de Hans Gunier, que se encuentra justo al sur de la nueva torre. La casa fue reconstruida desde la base como parte de la prisión por Antoni Graber. Una vez que Graber terminó el trabajo exterior de la casa, el interior fue construido en 1643/44 por Niclaus Bovet.
Durante el invierno de 1690-91, se hicieron las primeras modificaciones a la torre. Se agregó un reloj en la parte delantera y trasera del centro de la torre. Las ménsulas decorativas, los triglifos y una ventana de la sección central de la torre fueron eliminados para agregar el reloj.
La actual campana de la torre del reloj se agregó a la torre en 1643. La historia de la campana es un poco inusual. Cuando la ciudad decidió agregar una campana, la Guerra de los Treinta Años seguía en Europa. Debido a la guerra, era muy difícil comprar metal para construir una campana. Así, el ayuntamiento decidió comprar una campana que había sido capturada cerca de Vesoul y que se estaba enviando como botín de guerra a Friburgo.
Hasta finales del siglo XVII, la campana fue tocada a mano. El mecanismo para que las campanas sonaran automáticamente se instaló en 1691-92.
La torre permaneció prácticamente sin cambios durante los siglos siguientes, aunque la casa adjunta se modificó y ganó dos pisos adicionales entre 1794 y 1805. En 1903 y 1933 se renovó la fachada oeste de la torre. La fachada este se renovó en 1906. Para aliviar la congestión del tráfico, se hizo una segunda pasarela a través de la casa al norte de la torre en 1886. Luego, en 1902-3 se construyó una gran puerta a través del bloque de celdas de la planta baja de la prisión. Los 60 a 70 prisioneros que habían sido alojados en la torre, fueron trasladados a la prisión del distrito al norte del edificio de la oficina de correos principal en 1897. Retirar a los prisioneros y demoler las celdas cambió el papel de la torre. Se convirtió en una torre para archivos y almacenó los archivos estatales del cantón y los registros de la corte suprema. Durante un tiempo, una parte del sótano sirvió como almacén de la tienda de vinos Garnier adyacente.
Después de renovaciones menores en 1906 en la fachada este y en la fachada oeste en 1933, en 1976 el Gran Consejo del Cantón de Berna aprobó una renovación total. La renovación incluyó la expansión de un centro de información y exposiciones. El centro de información finalmente abrió sus puertas el 19 de abril de 1980 y permaneció abierto durante los siguientes 15 años. Después de que el centro de información cerró, se usó temporalmente como una biblioteca comercial y exhibió esporádicamente, fiestas privadas o reuniones. Finalmente, el gobierno federal estableció la torre como un lugar de reunión para el Polit-Forum (Foro Político de la Confederación) una organización de personas interesadas en discutir la política.

## Emplazamiento de la torre

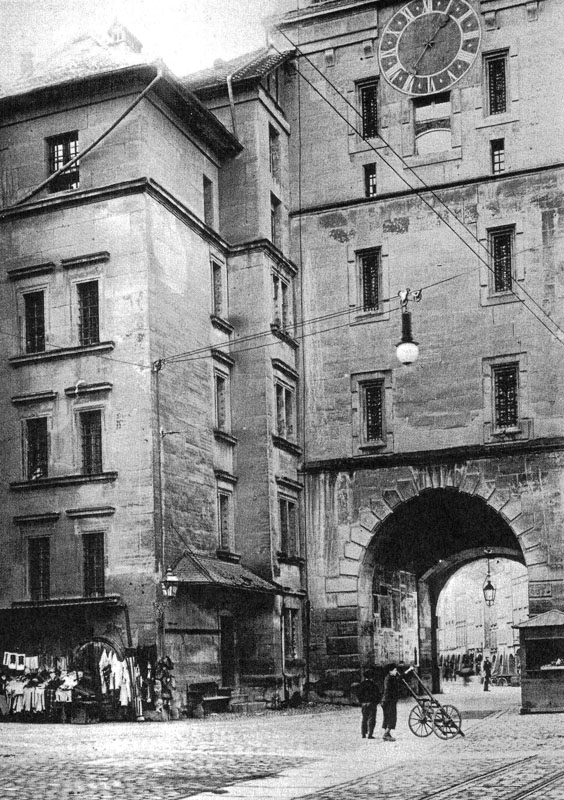
Lado este de la torre Kafigturm antes de que se construyera la puerta en el edificio vecino y con la casa de la escalera rectangular.

La torre es un cuadrado con lados de 9.8 m. La puerta a través de la torre tiene 5 m y la base tiene un espesor de 2,5 m. La parte inferior del techo está a 23.2 m sobre la calle, y el banderín en la parte superior de la torre tiene 49 m  de altura. La mayor parte de la torre está construida de piedra arenisca. El techo cuenta con cinco pequeñas torres barrocas. Las cuatro torres pequeñas son copias exactas de cada una y están colocadas en el centro de cada uno de los cuatro lados de la torre. La torre central es más grande, pero conserva todas las características de las cuatro torres más pequeñas. Todas cuentan con un par de ventanas rectangulares, un techo puntiagudo de cobre y un banderín. Las obras del reloj están integradas en el piso del ático de la torre.
En el lado este, en la esquina del edificio vecino de 1641 y la torre, hay una escalera de tres lados construida en 1903.
El edificio vecino tiene cuatro pisos de altura sobre un portal superior redondo. La apariencia actual de este edificio de la prisión proviene de 1805–06, a excepción del portal que se realizó a través de la antigua prisión de la planta baja en 1903.